# معركة طشقند (1365)
معركة طشقند هي معركة وقعت في عام 1365م بالقرب من مدينة طشقند، بين قوات تيمور (الذي سيُعرف لاحقًا بـ تيمورلنك) وحليفه أمير حسين من جهة، وقوات خانية جغتاي بقيادة شمش الدين بك وحاجي إلياس من جهة أخرى. وقد انتهت المعركة بهزيمة تيمور وأمير حسين، وكانت واحدة من أشد الهزائم التي لحقت بهما في مسيرتهما المبكرة.

## الخلفية
في منتصف القرن الرابع عشر، كانت آسيا الوسطى ساحة صراع مستمر بين أمراء الحرب والممالك المحلية بعد تفكك الدولة المغولية. كان تيمور، وهو أمير محلي من قبيلة البارلاس، يسعى إلى توسيع نفوذه، متحالفًا مع أمير حسين، حفيد القائد المغولي الشهير قيطبوقا. وكانت خانية جغتاي، إحدى الوريثات المباشرات للإمبراطورية المغولية، تحاول بدورها استعادة نفوذها في المنطقة.

## مجريات المعركة
اندلعت المعركة على مدى يومين. في اليوم الأول، كانت المواجهة متكافئة بين الطرفين. لكن في اليوم الثاني، تحولت أرض المعركة إلى مستنقع بسبب الأمطار الغزيرة، مما أعاق حركة قوات تيمور وأمير حسين وأفقدهم الأفضلية التكتيكية. استغلت قوات خانية جغتاي هذا الوضع وحققت انتصارًا حاسمًا.
بسبب طين المعركة وغرق العديد من الجنود فيه، أُطلق على هذه المعركة لاحقًا اسم “معركة المستنقع” أو “معركة الوحل”.

## النتائج
بعد الهزيمة، اضطر تيمور وأمير حسين إلى الانسحاب. في أعقاب ذلك، تقدمت قوات خانية جغتاي نحو سمرقند، التي كانت تحت نفوذ تيمور، وفرضت عليها حصارًا. ومع ذلك، تمكن سكان المدينة من الدفاع عنها بنجاح حتى انسحب الغزاة.
رغم الخسارة، واصل تيمور بناء قوته، وسيعود لاحقًا ليؤسس واحدة من أعظم الإمبراطوريات في آسيا الوسطى.